# Lijst van afleveringen van 8 Simple Rules
Dit artikel bevat een overzicht van afleveringen van de serie 8 Simple Rules.

## Seizoen 1
| Nr. serie | Nr. seizoen | Titel van aflevering                        | Regisseur       | Schrijver                                             | Uitzenddatum      |  |
| --- | ----------- | ------------------------------------------- | --------------- | ----------------------------------------------------- | ----------------- |  |
| 1 | 1           | Pilot                                       | Gil Junger      | Tracy Gamble                                          | 19 september 2002 |  |
| Cate beslist om terug aan de slag te gaan als verpleegster. Bridget kondigt aan een relatie te hebben met Kyle, de zoon van een collega van Paul. Kerry heeft gebrost en is daarom van school geschorst. |             |                                             |                 |                                                       |                   |  |
| 2 | 2           | Wall of Shame                               | James Widdoes   | W. Bruce Cameron en Mike Langworthy                   | 24 september 2002 |  |
| Paul wil kijken naar een footballwedstrijd tussen Michigan Wolverines en Ohio State Buckeyes. Cate gaat naar een seminarie omdat ze haar diploma “verpleegkunde” wil behalen. Bridget wordt verdacht van diefstal. Kerry wil actie voeren tegen het circus omdat ze er dieren gebruiken wat volgens haar mishandeling is. |             |                                             |                 |                                                       |                   |  |
| 3 | 3           | Bridget's First Job                         | James Widdoes   | W. Bruce Cameron en Bill Daly                         | 1 oktober 2002    |  |
| Bridget vraagt te veel geld aan haar ouders om modieuze kleding te kopen. Daarom moet ze van haar ouders een job aannemen, wat ze ook doet. Wanneer Bridget haar eerste loon ontvangt, komt ze tot de conclusie dat ze voor 400 Amerikaanse dollar meer heeft uitgegeven dan dat ze verdiende. Daarom gebruikt ze een VISA-kaart om dit bedrag te betalen, maar daardoor hebben Paul en Cate een probleem: ze kunnen de benzine niet betalen omdat de VISA-kaart over zijn limiet is. |             |                                             |                 |                                                       |                   |  |
| 4 | 4           | Wings                                       | James Widdoes   | W. Bruce Cameron en Bill Daly & Bonnie Kallman        | 8 oktober 2002    |  |
| Bridget wil haar rijbewijs halen, maar Paul zoekt naar allerhande uitvluchten waarom ze dat niet kan. Daarom neemt Cate haar mee naar het examen. Bridget is geslaagd. Kerry is verontwaardigd wanneer ze niet wordt toegelaten tot de kunstacademie: ze is talentvol, maar haar ingediende werk is niet geschikt voor de academie. |             |                                             |                 |                                                       |                   |  |
| 5 | 5           | Son-in-Law                                  | James Widdoes   | W. Bruce Cameron en Tracy Gamble & Martin Weiss       | 15 oktober 2002   |  |
| Sportfanaat Paul laat Bridget doen en laten wat ze wil: ze gaat nu uit met Travis Smith. Travis is een getalenteerd basketbalspeler en zoon van Steve Smith. Kerry vindt dat haar vader haar nog steeds behandeld als een kind in plaats van een tiener die klaar is voor het uitgaansleven. |             |                                             |                 |                                                       |                   |  |
| 6 | 6           | Cheerleader                                 | James Widdoes   | W. Bruce Cameron en Paul Ciancarelli & David Dipietro | 22 oktober 2002   |  |
| Bridget wil lid worden van het cheerleaderteam. Tot haar verbazing wordt Kerry aangenomen. Paul tracht iets te doen aan Rory zijn spelcomputerverslaving en tracht hem boeken te doen lezen. |             |                                             |                 |                                                       |                   |  |
| 7 | 7           | Trick or Treehouse                          | James Widdoes   | W. Bruce Cameron en Bonnie Kallman                    | 29 oktober 2002   |  |
| Het is Halloween. Naar jaarlijkse gewoonte wil Paul deze avond met zijn familie doorbrengen in hun boomhut. Echter, Bridget, Kerry en Rory willen Halloween vieren met hun eigen vrienden. |             |                                             |                 |                                                       |                   |  |
| 8 | 8           | By the Book                                 | James Widdoes   | Paul Ciancarelli & David Dipietro                     | 5 november 2002   |  |
| Paul gebruikt advies uit een opvoedkundeboek in de hoop dat zijn dochters hem terug respecteren zoals ze deden toen ze klein waren. Bridget en Kerry vinden dit boek en “misbruiken” de tips zodat Paul hen toestemming geeft om naar een rockconcert te gaan. Het ontgaat Rory niet dat Bridget en Kerry plots veel meer mogen. Bridget en Kerry maken hem daarop wijs dat hij geadopteerd is. |             |                                             |                 |                                                       |                   |  |
| 9 | 9           | Two Boys for Every Girl                     | James Widdoes   | Bill Callahan en Philip Wen                           | 12 november 2002  |  |
| Paul stelt Bridget voor om Kyle op te biechten dat ze met een andere jongen op stap is gegaan. Het resultaat is dat Kyle de relatie breekt. Kerry haar eerste afspraakje was een schot in de roos, maar de jongen belt haar niet meer op. Paul tracht dan de rol van relatietherapeut te spelen. |             |                                             |                 |                                                       |                   |  |
| 10 | 10          | Give It Up                                  | James Widdoes   | Martin Weiss                                          | 19 november 2002  |  |
| De familie kan geen beslissing maken naar waar ze op reis gaan. Paul wil naar hun traditionele vakantieplaats aan het meer, Rory wil op ruimtekamp, Bridget wil naar Mall of America, Cate wil haar ouders bezoeken en Kerry wil thuisblijven. De familie beslist om een weddenschap te organiseren. Degene die wint, beslist de vakantiebestemming. Wanneer enkel Paul en Kerry overblijven, neemt hij haar mee op restaurant. Daar bedenkt hij dat Kerry's continue sarcasme misschien een diepere oorzaak heeft. |             |                                             |                 |                                                       |                   |  |
| 11 | 11          | Paul Meets His Match                        | James Widdoes   | Dena Waxman , Bonnie Kallman en Martin Weiss          | 26 november 2002  |  |
| Paul realiseert zich dat zijn gedrag ten opzichte van de vriendjes van Kerry en Bridget beneden alle peil is. Daarom beslist hij om de jongens een kans te geven. |             |                                             |                 |                                                       |                   |  |
| 12 | 12          | All I Want for Christmas                    | James Widdoes   | Christy Jacobs White                                  | 10 december 2002  |  |
| Als kerstgeschenk wil Rory een motorfiets (maar krijgt uiteindelijk een chemiedoos), Bridget een uitstap met Kyle (wat ze ook krijgt) en Kerry de straathond die ze vond. Paul wil de hond niet, maar omdat Kerry ontzet is en inzit met het lot van de hond, schrijft Paul een column in de krant over "adoptie van honden" en werkt hij samen met het asielcentrum. Dit is een groot succes: alle honden krijgen een nieuwe thuis, enkel de straathond van Kerry. Vandaar dat ze het beest uiteindelijk wel mag houden. Cate is nerveus: ze moet tijdens de kerstnachtdienst het nummer Stille Nacht solo zingen. Ondanks Kerry een hond krijgt, is deze verder in de reeks niet meer te zien noch vermeld. |             |                                             |                 |                                                       |                   |  |
| 13 | 13          | Rory's Got a Girlfriend                     | James Widdoes   | Bill Daly                                             | 17 december 2002  |  |
| Rory heeft een vriendin, Sabrina Jenkins, en mag van zijn vader met haar naar de bioscoop. Bridget en Kerry zijn ontzet omdat Rory op veel jongere leeftijd mag starten met uit te gaan dan zij waren. Kerry is verbaasd wanneer Bridget een hogere score behaalt op een test, maar later blijkt dat de scores omwille van een administratieve fout werden verwisseld. |             |                                             |                 |                                                       |                   |  |
| 14 | 14          | Career Choices                              | Terry Hughes    | Amy Engelberg en Wendy Engelberg                      | 7 januari 2003    |  |
| Paul en Cate worden bij de schooldirectrice geroepen: Bridget wil niet deelnemen aan de voorbereidingen voor de hogeschool omdat ze schoonheidsspecialiste wil worden. Paul vindt Kerry's sketch van "The Incredible Boring Woman" (De ongelooflijke saaie vrouw) zo goed dat hij het kan laten publiceren in de schoolkrant. Wat hij niet wist, is dat "de saaie vrouw" de schooldirectrice is. |             |                                             |                 |                                                       |                   |  |
| 15 | 15          | Kerry's Big Adventure                       | James Widdoes   | Tracy Gamble en Martin Weiss                          | 21 januari 2003   |  |
| Kerry heeft het uitgemaakt met haar vriend. Paul vraagt Bridget om haar mee te nemen naar een fuif. Daar is er een vonk tussen Kerry en Kyle wat leidt tot een romantische kus. Paul en Cate trachten uit te zoeken wat Rory verstopt in zijn "geheime doos". |             |                                             |                 |                                                       |                   |  |
| 16 | 16          | Come and Knock on Our Door                  | James Widdoes   | Bill Callahan en Philip Wen                           | 28 januari 2003   |  |
| Nadat Bridget ontdekt dat Kyle en Kerry hebben gekust, spreekt ze niet meer met haar zus. Kerry gaat daarom naar Kyles appartement om het uit te maken. Paul heeft een nachtmerrie dewelke de serie Three's Company parodieert: Jack (Kyle) doet voor homoseksueel te zijn om Stanley (Paul) te misleiden. Zo kan hij zowel met Chrissy (Bridget) als Janet (Kerry) uitgaan. |             |                                             |                 |                                                       |                   |  |
| 17 | 17          | Drummer Boy (Part 1)                        | James Widdoes   | Bill Daly                                             | 4 februari 2003   |  |
| Bridget wordt betrapt wanneer ze het huis ongevraagd verlaat. Ze zegt dat het haar droom is om in een muziekgroep te spelen. Op advies van Paul volgt ze drumlessen bij Ben, maar ze wordt verliefd op hem. Kerry is geschokt omdat haar ex-vriend Jason zei dat zij moet wedijveren met haar zus en moeder voor aandacht. Gastoptreden van Nick Carter |             |                                             |                 |                                                       |                   |  |
| 18 | 18          | Drummer Boy (Part 2)                        | James Widdoes   | Janis Hirsch                                          | 11 februari 2003  |  |
| Bridget maakt haar ouders wijs dat ze bij een vriendin gaat slapen, maar rijdt in werkelijkheid naar Ben, haar drumleraar die naar de hogeschool in Ohio gaat. Bridget tracht dit plan te onderhalen en nodigt zichzelf uit bij Ben. Iedereen is verrast wanneer Bridget zich inschrijft aan de universiteit van Ohio. Rory leest het boek To Kill a Mockingbird en is specifiek op zoek naar het stuk waar de spotvogel wordt gedood. |             |                                             |                 |                                                       |                   |  |
| 19 | 19          | Cool Parent                                 | James Widdoes   | Paul Ciancarelli en David Dipietro                    | 18 februari 2003  |  |
| Nadat een feestje bij Tommy wordt stopgezet door de politie, gaan de feestvierders naar de familie Hennessy. Paul laat dit toe omdat hij zelf kan toezien. Echter valt hij in slaap waardoor alle feestvierders er 's ochtends nog zijn. Hierdoor vinden de feestvierders dat Paul een coole vader is. Kerry en Bridget houden de volgende avond terug een feestje, maar Cate wil dat Paul dit feestje stopzet. Dit doet hij ook waardoor hij terug aanzien wordt als een saaie nerd. Rory wordt op school uitgelachen omdat hij slips draagt en geen boxershorts. |             |                                             |                 |                                                       |                   |  |
| 20 | 20          | Every Picture Tells a Story                 | Mark Cendrowski | David Flebotte                                        | 25 februari 2003  |  |
| De populaire racepiloot Carter Tibbits heeft de familie Hennessy uitgenodigd bij hem thuis. Hij wil namelijk Paul vragen om een boek over zijn leven te schrijven. Tijdens het diner maakt Paul een grap tegen zijn kinderen: degene die het meest waardevolle voorwerp steelt, krijgt 20 Amerikaanse dollar. Rory neemt dit serieus en steelt een foto van Carter Tibbits met Paul Newman. Paul dringt het huis terug binnen om de foto terug te hangen, maar hij wordt gefilmd. Omdat Tibbits nu afziet om het boek door Paul te laten schrijven, moet Rory Tibbits het juiste verhaal uitleggen. Tibbits aanvaardt dit verhaal en vraagt of hijzelf nog iets kan doen. In plaats dat Rory vraagt om het boek toch door Paul te laten schrijven, vraagt hij de betreffende opname. Bridget voert een psychoanalyse uit op Kerry. |             |                                             |                 |                                                       |                   |  |
| 21 | 21          | Kerry's Video                               | Terry Hughes    | Bonnie Kallman                                        | 11 maart 2003     |  |
| Als schoolproject maakt Kerry een video over Bridget enkel om aan te tonen dat het leven voor mooie mensen eenvoudiger is. Wanneer Bridget de video ziet, is haar enige opmerking dat ze te dik is. Daarom volgt ze tennislessen, maar loopt daarbij een gebroken neus op. Gastoptreden van Bob Bryan en Mike Bryan |             |                                             |                 |                                                       |                   |  |
| 22 | 22          | Good Moms Gone Wild                         | James Widdoes   | Bill Callahan en Philip Wen                           | 25 maart 2003     |  |
| De familie gaat op bezoek bij de ouders van Cate in Florida. Op het lokale nieuws is een item over feestende studenten waarop Bridget en Kerry te zien zijn. Ze krijgen een berisping en een latere straf zal nog volgen. Echter nog voor die straf wordt bepaald, duikt er in het nieuws een archieffilm op met daarin een jonge Cate die alcohol consumeert in een café voordat ze dat wettelijk mocht. Paul ontmoet Byron, de ex-vriend van Cate tijdens haar eerste jaar aan de hogeschool. Rory wordt bevriend met Jake Fisher, een oud-strijder uit de Tweede Wereldoorlog, maar zijn verhalen zijn meer fictie dan realiteit. |             |                                             |                 |                                                       |                   |  |
| 23 | 23          | Career Woman                                | Mark Cendrowski | Rosalind Moore                                        | 28 maart 2003     |  |
| Cate kan promotie maken in het ziekenhuis, maar weigert omdat haar familie haar nodig heeft. Echter opgegeven redenen van haar familie blijken niet de correcte te zijn. Paul tracht Rory te doen inzien dat zijn basketbalfoto's later veel geld kunnen opleveren. Rory wisselt deze foto's in voor een aap. De aap richt heel wat schade aan in het huis. |             |                                             |                 |                                                       |                   |  |
| 24 | 24          | Queen Bees and King Bees                    | James Widdoes   | Martin Weiss                                          | 8 april 2003      |  |
| Bridget helpt Paul om een betere band te krijgen met zijn baas. Paul helpt Bridget om de relatie tussen haar ex-vriend Kyle en diens nieuwe vriendin Jenna te doen stranden. |             |                                             |                 |                                                       |                   |  |
| 25 | 25          | Bake Sale                                   | James Widdoes   | Kim Friese                                            | 29 april 2003     |  |
| Voor een schoolproject moet Bridget op een baby passen: een zak met bloem in de vorm van een baby. Kerry en Rory maken koekjes voor een liefdadigheidsproject dat zich inzet voor de honger in Afrika. Bridget merkt op dat haar “baby” op mysterieuze wijze aan gewicht verliest. |             |                                             |                 |                                                       |                   |  |
| 26 | 26          | The Doyle Wedding                           | Lynn McCracken  | Rosalind Moore                                        | 6 mei 2003        |  |
| Cate inviteert de buren: de familie Doyle; dit tot frustratie van de andere familieleden. Wanneer de familie Doyle de familie Hennessy inviteert op het huwelijk van een van hun kinderen, tracht Paul een uitvlucht te zoeken. Hij overtuigt Rory om deel te nemen aan het schooltoneel dat op dezelfde avond valt als het huwelijk. Net op het ogenblik Paul de familie Doyle wil inlichten, zeggen zij dat zij hun beste vrienden zijn. Vandaar dat de familie Hennessy toch naar het huwelijk gaat. Verder zijn Bridget en Kerry de bruidsmeisjes en is Rory de ringdrager. Bridget krijgt een boontje voor Donny, wie ze altijd een oen vond, nadat ze met hem danst. |             |                                             |                 |                                                       |                   |  |
| 27 | 27          | Sort of an Officer and a Gentleman (Part 1) | James Widdoes   | Heather MacGillvray en Linda Mathious                 | 13 mei 2003       |  |
| Maggie, de zus van Cate, heeft huwelijksproblemen. Paul nodigt Maggie uit om enige tijd bij hen te verblijven. Cate is hier niet mee opgezet omdat er altijd een strijd was tussen haar en Maggie. Donny heeft verlof bij de marine en gaat met Bridget uit. Kyle geraakt bevriend met Rory, maar Bridget en Kerry verdenken Kyle ervan homoseksueel te zijn. |             |                                             |                 |                                                       |                   |  |
| 28 | 28          | Sort of an Officer and a Gentleman (Part 2) | James Widdoes   | Janis Hirsch en Bonnie Kallman                        | 20 mei 2003       |  |
| De strijd tussen Cate en Maggie komt tot een hoogtepunt nadat Maggie een restyling ondergaat en voor Bridget een badpak koopt. Kerry en Kyle vormen een koppel. Bridget haar populariteit daalt zienderogen sinds ze haar vrienden heeft gedumpt ten voordele van Donny. Paul vindt een zwangerschapstest en maakt zich zorgen van wie deze is. |             |                                             |                 |                                                       |                   |  |

## Seizoen 2
| Nr. serie | Nr. seizoen | Titel van aflevering                              | Regisseur      | Schrijver                                | Uitzenddatum      |  |
| --- | ----------- | ------------------------------------------------- | -------------- | ---------------------------------------- | ----------------- |  |
| 29 | 1           | "Premiere"                                        | James Widdoes  | Tracy Gamble                             | 23 september 2003 |  |
| Bridget heeft nog steeds last met haar populariteit op school omwille van haar lange-afstandsrelatie met Donny. Kerry haar sociale status gaat wel de goede kant op sinds ze een koppel vormt met Kyle. Wanneer Bridget de nieuwe leerling Damien ziet, richt ze haar ogen op deze sexy jongen. Cate wacht op het resultaat van haar zwangerschapstest. Ze is ontzet wanneer ze achterhaalt dat de andere familieleden enkel denken in welke negatieve opzichten de baby hun leven zal beïnvloeden. De enige die wel blij zijn met de zwangerschap, zijn de buren: de familie Doyle. Zij vertellen Cate dat al hun kinderen geadopteerd zijn. |             |                                                   |                |                                          |                   |  |
| 30 | 2           | "Sex Ed"                                          | Robby Benson   | Gayle Abrams                             | 30 september 2003 |  |
| Cate geeft seksuele opvoeding in de school van Bridget. Ze krijgt een anonieme brief van een leerlinge die beweert dat ze van een ex-vriendje uit Maryland verplicht was om seks met hem te hebben. Uiteindelijk biecht Bridget op dat zij het briefje schreef. Paul voelt zich ongemakkelijk: hij zag met Kerry naar een Franse film dewelke een redelijk expliciete seksscène bevatte. |             |                                                   |                |                                          |                   |  |
| 31 | 3           | "Donny Goes AWOL"                                 | Robby Benson   | Seth Kurland                             | 7 oktober 2003    |  |
| De familie Doyle stuurt een videoboodschap naar Donny waar Bridget ook iets in mag zeggen. Echter, Bridget maakt het in de video uit met Donny. Donny reist onmiddellijk naar huis om zijn liefde aan Bridget te betuigen. Zij kan niet kiezen tussen hem of Damien. De buurt wordt geteisterd door een eieren- en toiletpapiergooier. De dader is Rory. Laatste aflevering met John Ritter als Paul omwille van het plotse overlijden van de acteur. |             |                                                   |                |                                          |                   |  |
| 32 | 4           | "Goodbye (Part 1)"                                | James Widdoes  | David Flebotte & Martin Weiss            | 4 november 2003   |  |
| Cate krijgt slecht nieuws: Paul is in een warenhuis ineengezakt en overleden. Cates gescheiden ouders Jim en Laura komen op bezoek om hun dochter en kleinkinderen te troosten. Bridget heeft wroeging, haar laatste woorden tegen haar vader waren: "Ik haat je." |             |                                                   |                |                                          |                   |  |
| 33 | 5           | "Goodbye (Part 2)"                                | James Widdoes  | Tracy Gamble & Bonnie Kallman            | 4 november 2003   |  |
| Na de begrafenis krijgt Cate van Nick Sharpe, een collega van Paul, de vraag naar het laatste niet-gepubliceerde artikel van Paul om dit in de krant te publiceren als eerbetoon. Rory draagt een verband aan zijn hand. Hij beweert zich verbrand te hebben aan een kookpot, maar moet later toegeven dat hij uit verdriet tegen een muur heeft geslagen. In het artikel van Paul staat dat hij altijd van zijn kinderen zal houden en hen zal vergeven, ook al zouden ze zeggen dat ze hem haten. Dat laatste helpt Bridget in haar rouwproces. |             |                                                   |                |                                          |                   |  |
| 34 | 6           | "No Right Way"                                    | James Widdoes  | Gayle Abrams                             | 11 november 2003  |  |
| Twee weken na de begrafenis gaan de kinderen terug naar school. Bridget gaat direct verder waar ze was gestopt en start met de voorbereidingen van een dansfeestje. Kerry wil niets anders dan zich slecht voelen, dus Kyle tracht haar op te beuren. |             |                                                   |                |                                          |                   |  |
| 35 | 7           | "What Dad Would Want"                             | James Widdoes  | Bill Daly                                | 18 november 2003  |  |
| Rory wil geen lid worden van het basketbalteam omdat zijn vader hem hielp met de training. Cate tracht hem te doen inzien dat zijn vader wou dat zijn zoon lid werd en dus toch op auditie moet. De krant waarvoor Paul werkte, houdt een feestje ter ere van Paul waarbij ze ook een studiebeurs uitkeren aan de beste leerling journalistiek. Bridget vernielt Kerry's collage voor dat feestje met allerhande foto's over hun vader. Tijdens het feestje wordt aangekondigd dat Rory tot het basketbalteam is toegelaten waarop hij de zaal uitloopt. Blijkbaar is hij niet gekwalificeerd, maar zei hij dat enkel om zijn moeder niet teleur te stellen. Wat hij niet wist, is dat de coach hem ondertussen toch koos omwille van Rory zijn teamgevoel. |             |                                                   |                |                                          |                   |  |
| 36 | 8           | "The First Thanksgiving"                          | James Widdoes  | Bonnie Kallman                           | 25 november 2003  |  |
| Het is Thanksgiving. De moeder van Cate komt op bezoek en tracht overeen te komen met Jim. Rory denkt dat hij nu de "huisman" moet zijn en alle taken die Paul deed ook moet overnemen. Zijn poging om de kalkoen te snijden, loopt dan ook uit op een fiasco. Cate kan de jongen overtuigen dat hij de zware last van "huisvader" niet moet dragen en dat hij als tienerjongen moet leven. |             |                                                   |                |                                          |                   |  |
| 37 | 9           | "The Story of Anne Frank and Skeevy"              | James Widdoes  | Tracy Gamble en Bonnie Kallman           | 23 december 2003  |  |
| Bridget krijgt de hoofdrol in het toneelstuk Het Dagboek van Anne Frank. Cate en Kerry hebben al snel door dat Bridget de rol speelt zoals "Bridget": los, flamboyant en met humor. Daarop laat Cate haar dochter het boek Het Achterhuis lezen. Dit heeft het gewenste effect om Bridget de rol correct te laten spelen. Rory krijgt een buiksprekerspop die hij Skeevy noemt. |             |                                                   |                |                                          |                   |  |
| 38 | 10          | "YMCA"                                            | James Widdoes  | Donald Beck en Bonnie Kallman            | 6 januari 2004    |  |
| Bridget krijgt een job bij de lokale YMCA-afdeling waarop Cate prompt het gehele gezin lid maakt. Kerry krijgt het op haar heupen van enkele jongedames die Bridget idoliseren. Jim zet een andere man op zijn plaats nadat die een opmerking maakt over Kerry. Rory gedraagt zich puberaal in een yoga-les. |             |                                                   |                |                                          |                   |  |
| 39 | 11          | "Get Real"                                        | James Widdoes  | Seth Kurland en Ric Swartzlander         | 13 januari 2004   |  |
| C.J., de neef van Cate, komt op bezoek om een lening die hij bij Paul had af te betalen. Hij geeft Rory advies over hoe een meisje te kussen, maar daardoor belandt Rory op school in de strafstudie. Wanneer Kerry, die een tijdelijk rijbewijs heeft, Bridget wegvoert en daarbij een deuk in de wagen maakt, neemt C.J. de schuld op zich. Eerste aflevering met David Spade als C.J. |             |                                                   |                |                                          |                   |  |
| 40 | 12          | "Consequences"                                    | James Widdoes  | Bill Callahan                            | 27 januari 2004   |  |
| Nadat C.J. vertelt dat hij ooit de schoolmascotte stal, steelt Rory een politiehond. De hond vindt marijuana in Kerry's rugzak. Cate denkt in eerste instantie dat haar dochter de drugs kocht omwille van haar rouwproces, maar het blijkt een daad van rebellie te zijn. Bridget wordt door de politie tegengehouden omdat ze geen valhelm draagt. |             |                                                   |                |                                          |                   |  |
| 41 | 13          | "Opposites Attract (Part 1)"                      | James Widdoes  | Gayle Abrams                             | 10 februari 2004  |  |
| Op Valentijnsdag moet Bridget tijdens haar chemieles samenwerken met nerd Jeremy. Tot haar verwondering kan ze goed met hem overweg. Kyle steunt Kerry in haar standpunt dat Valentijn te veel gefocust is op commercie. Desondanks koopt hij een cadeau voor haar. |             |                                                   |                |                                          |                   |  |
| 42 | 14          | "Opposites Attract (Part 2)"                      | James Widdoes  | Paul Ciancarelli & David Dipietro        | 17 februari 2004  |  |
| Bridget en Kerry gaan met Jeremy naar een "fuif voor nerds". Daar blijkt dat Jeremy zijn oog op iemand anders heeft laten vallen. De mobilhome van C.J. vat vuur. Jim verhuist naar een andere kamer. |             |                                                   |                |                                          |                   |  |
| 43 | 15          | "Opposites Attract: Night of the Locust (Part 3)" | James Widdoes  | Bill Callahan en Bill Daly               | 24 februari 2004  |  |
| Bridget is bezorgd dat ze Jeremy's gevoelens zal kwetsen nu ze weet dat haar ex-vriend Damian terugkeert. Kerry is boos omdat de schooldirectie heeft beslist dat men tijdens het dansen elkaar niet mag aanraken. C.J. en Rory zetten op internet enkele schoolschandalen. Jim heeft gevoelens voor mevrouw McKenna die lid is van het oudercomité. Gastoptreden van Tatum O'Neal |             |                                                   |                |                                          |                   |  |
| 44 | 16          | "Daddy's Girl"                                    | James Widdoes  | Dave Flebotte en Tracy Gamble            | 2 maart 2004      |  |
| De familietherapeut raadt Cate aan om haar droom waar te maken: een zangeres worden. Cate wil dat C.J. zijn vete met Jim beëindigd. Bridget kleurt het haar van Kerry per toeval blond. Gastoptreden van Peter Bogdanovich |             |                                                   |                |                                          |                   |  |
| 45 | 17          | "Mall in the Family"                              | James Widdoes  | Tamiko K. Brooks en Christy Jacobs White | 16 maart 2004     |  |
| Kerry neemt een job aan in een fastfoodrestaurant om geld te verdienen voor haar trip naar Europa. Jim wil Cate huurgeld betalen en neemt in hetzelfde restaurant een job aan en komt onder Kerry te staan. Nadat Jim enkele klanten onbeleefd behandeld, moet Kerry hem ontslaan. C.J. wordt beveiligingsagent in het winkelcentrum. Wanneer Bridget in dat winkelcentrum met het verkeerde ticket naar de bioscoop wil, tracht C.J. haar uit het winkelcentrum te laten zetten. Rory verkoopt tweedehandsspullen op het internet, maar verkoopt ook zaken die niet zijn eigendom zijn. Gastoptreden van Inny Clemons |             |                                                   |                |                                          |                   |  |
| 46 | 18          | "Let's Keep Going (Part 1)"                       | James Widdoes  | Martin Weiss                             | 30 maart 2004     |  |
| Bridget, Kerry en Rory zijn tegen het plan om op vakantie te gaan naar het strandhuis. Rory omdat ze hier zowat altijd op vakantie gaan, Bridget en Kerry willen naar een lokaal muziekfestival. Cate vindt dat dit een berucht "seks, drugs en rock-'n-roll"-festival is en stuurt de meisjes daarom op reis naar hun grootmoeder Laura in Sarasota. Wanneer Kyle de meisjes naar de luchthaven brengt, betrappen zij Cate in de favoriete bar van hun vader met een andere man. Rory houdt er twee vriendinnetjes op na: Missy Kleinfeld en Rachel Sharpe. |             |                                                   |                |                                          |                   |  |
| 47 | 19          | "Let's Keep Going (Part 2)"                       | James Widdoes  | Martin Weiss                             | 6 april 2004      |  |
| Nu ze hun moeder hebben betrapt met een andere man, willen Bridget en Kerry niet meer naar hun grootmoeder en maken een roadtrip door willekeurige wegen te nemen. Ze pikken eerst C.J. op die werd afgetuigd door een groep vrouwen op het muziekfestival. Wanneer ze denken verloren gereden te zijn, merken ze op dat ze niet ver van het strandhuis zijn: de favoriete vakantieplaats van Paul. Ze beslissen toch om hier hun vakantie te nemen en vragen aan Cate, Jim, Rory en Kyle om over te komen. |             |                                                   |                |                                          |                   |  |
| 48 | 20          | "C.J.'s Party"                                    | James Widdoes  | Paul Ciancarelli en David Dipietro       | 20 april 2004     |  |
| C.J. neemt Bridget mee naar een bierfuif. Wanneer Cate dat verneemt, bant ze C.J. uit het huis en krijgt Bridget huisarrest. Jim moet zijn rijexamen opnieuw afleggen omdat zijn rijbewijs is vervallen. Ook Kerry moet haar rijexamen afleggen. |             |                                                   |                |                                          |                   |  |
| 49 | 21          | "Mother's Day"                                    | Pat Doak       | Grant Nieporte en Robert Spina           | 4 mei 2004        |  |
| Bridget en Kerry geven hun moeder een weekend in een kuuroord. Ze vindt dit verdacht en achterhaalt dat de meisjes een huisparty willen geven wanneer zij weg is. |             |                                                   |                |                                          |                   |  |
| 50 | 22          | "The Principal"                                   | Lynn McCracken | Seth Kurland                             | 11 mei 2004       |  |
| Bridget komt op school in de problemen, dus moet Cate gaan praten met directeur Gibb. Zij blijken oude schoolkameraden te zijn |             |                                                   |                |                                          |                   |  |
| 51 | 23          | "Finalé Part Un (Part 1)"                         | James Widdoes  | Bonnie Kallman en Martin Weiss           | 18 mei 2004       |  |
| Cate vergeet een goedkeuring voor Kerry's reis naar Europa in te dienen en moet daardoor terug naar directeur Gibb. Jim heeft een relatie met Tina, de eigenares van Pauls favoriete café, iets wat Cate niet zint. |             |                                                   |                |                                          |                   |  |
| 52 | 24          | "Finalé Part Deux (Part 2)"                       | James Widdoes  | Bill Callahan en Bill Daly               | 18 mei 2004       |  |
| Kerry organiseert op school een protest tegen kikkerdissectie. Hierdoor mag ze van de directie niet meer op reis naar Europa. Daarom neemt Bridget de schuld op haar zodat haar zus toch kan. Echter, iedereen denkt nu dat Bridget achter het protest zit waardoor de leerlingen haar ongewild verkiezen tot hoofd van de studentenraad. Jim plant met Rory een reis naar Florida waar hij het hoopt goed te kunnen maken met zijn vrouw. C.J. is in de waan dat Steven Tyler hem vroeg om roadie te worden van Aerosmith. Wanneer hij over de reis van Jim verneemt, beslist hij om met hen mee te gaan. Na hun vertrek blijkt dat Steven Tyler werkelijk op C.J. had gerekend als roadie.                                                                |             |                                                   |                |                                          |                   |  |

## Seizoen 3
| Nr. serie | Nr. seizoen | Titel van aflevering      | Regisseur      | Schrijver                          | Uitzenddatum                   |  |
| --- | ----------- | ------------------------- | -------------- | ---------------------------------- | ------------------------------ |  |
| 53 | 1           | "First Day of School"     | James Widdoes  | Kathy Ann Stumpe                   | 24 september 2004              |  |
| Kerry stelt het steeds uit om haar relatie met Kyle te breken. Bridget neemt daarom het heft in handen en brengt de boodschap over aan Kyle. Daarop concludeert Kerry dat ze het helemaal niet wil uitmaken met hem. Cate krijgt een positie als schoolverpleegster aangeboden. Het is de eerste keer dat Rory met zijn klasgenoten na de gymles in de gezamenlijke douche moet. Deze aflevering had de tweede van het seizoen moeten zijn, maar omwille van een fout in de productiecode werd deze als eerste uitgezonden.                               |             |                           |                |                                    |                                |  |
| 54 | 2           | "Changes"                 | James Widdoes  | Seth Kurland                       | 1 oktober 2004                 |  |
| De kinderen keren terug uit vakantie. Cate heeft een andere haarstijl en haar slaapkamer werd opnieuw ingericht. Rory helpt Jim te stoppen met roken. Kerry vertrouwt C.J. en Bridget toe dat ze haar maagdelijkheid verloor aan een jongen met de naam Bruno tijdens haar reis in Europa. Deze aflevering had de eerste van het seizoen moeten zijn, maar omwille van een fout in de productiecode werd deze als tweede uitgezonden. |             |                           |                |                                    |                                |  |
| 55 | 3           | "The School Nurse"        | James Widdoes  | Rob Hanning                        | 8 oktober 2004                 |  |
| Cate neemt de job als schoolverpleegster aan. Bridget en Kerry menen dat haar moeder dit enkel deed om hun beter te kunnen bespioneren. Rory is eerder opgelucht dat zijn moeder de job aanneemt, maar de reden is dat hij op school wordt gepest. Cate is boos op Bridget omdat ze een tatoeage heeft laten zetten. Bridget verklapt daarop dat Kerry haar maagdelijkheid verloor. Een geschokte Cate zegt dat laatste per toeval over de intercom van de school zodat iedereen meteen - dus ongewild - op de hoogte is.                                 |             |                           |                |                                    |                                |  |
| 56 | 4           | "Out of the Box"          | James Widdoes  | Martin Weiss                       | 15 oktober 2004                |  |
| Kerry is woedend op Bridget omdat zij haar kunstwerk in het winkelcentrum afbreekt. Dit kunstwerk is een plastic doos waar Kerry zichzelf in opsluit. Haar gemoederen bedaren wanneer ze spreekt met Tyler, een jongeman die ook kunstenaar wil worden. C.J. en Jim gaan op speed dating. In tegenstelling tot C.J. heeft Jim wel heel wat succes. |             |                           |                |                                    |                                |  |
| 57 | 5           | "Car Trouble"             | James Widdoes  | Hayes Jackson                      | 22 oktober 2004                |  |
| Cate vertrouwt de sleutels van de camionette toe aan Bridget en Kerry. Er is wel één voorwaarde: ze moeten Rory brengen waar hij ook heen moet. Wanneer de meisjes op zeker ogenblik weigeren om Rory te vervoeren, beslist hij om zelf te rijden. Het gevolg is dat de wagen perte totale is. |             |                           |                |                                    |                                |  |
| 58 | 6           | "Halloween"               | Lynn McCracken | Steve Baldikoski en Bryan Behar    | 29 oktober 2004                |  |
| Kerry denkt dat Bridget - die aan het hoofd van de leerlingenraad staat - niet voldoende capaciteiten heeft om de Halloweenfuif op hun school te doen lukken. Bridget kust per toeval haar ondervoorzitter in plaats van de jongen op wie ze een oogje heeft. C.J. wordt aangenomen als beveiligingsagent en is van mening dat Rory een enorme pompoen wil doen laten ontploffen. Jim wordt aangevallen door zingende Halloween-kinderen nadat hij hen weigert een snoepje te geven.                                                                      |             |                           |                |                                    |                                |  |
| 59 | 7           | "Coach"                   | James Widdoes  | Laurie Gelman                      | 5 november 2004                |  |
| Bridget heeft een oogje op de nieuwe tennisleraar. Hij is stiekem verliefd op Cate en uiteindelijk kan hij haar overtuigen om samen ijs te eten. Bridget betrapt hen. |             |                           |                |                                    |                                |  |
| 60 | 8           | "Secrets"                 | James Widdoes  | Bonnie Kallman                     | 12 november 2004               |  |
| Rory weigert te zeggen wie hem heeft geslagen. Bridget en Kerry gebruiken een valse identiteitskaart om in een nachtclub binnen te geraken. Bridget ontmoet er een jongen aan wie ze zijn nummer geeft. Deze jongen blijkt echter een politieman te zijn. De tennisleraar wil uitgaan met Cate, maar zij wil niet omdat haar dochter ook een oogje heeft op de man. C.J. moet medicijnen halen voor Rory, maar gebruikt het geld om zich te bezatten in een café.                                                                                         |             |                           |                |                                    |                                |  |
| 61 | 9           | "Thanksgiving Guest"      | James Widdoes  | Story by?: Dena Waxman             | 126 november 2004              |  |
| De garage staat in brand nadat de ijskast - met daarin de kalkoen voor Thanksgiving - is ontploft. Er volgt dan een flashback wat er de vorige dag is gebeurd |             |                           |                |                                    |                                |  |
| 62 | 10          | "Vanity Unfair"           | James Widdoes  | Paul Ciancarelli en David Dipietro | 3 december 2004                |  |
| Bridget wordt niet weerhouden voor een rol in een reclamespot voor een auto. Dan blijkt dat Jim de directrice van het modellenbureau kent: het is zijn oude geliefde Jackie. Jim tracht Jackie te overtuigen om Bridget alsnog de rol te geven, maar daarbij laaien zijn oude gevoelens voor Jackie terug op. Kerry en Rory ontdekken dat C.J. ooit een model was. |             |                           |                |                                    |                                |  |
| 63 | 11          | "Princetown Girl"         | James Widdoes  | Tamiko K. Brooks                   | 10 december 2004               |  |
| Kerry is verbaasd wanneer blijkt dat Bridget een tennisstudiebeurs kan krijgen op Princeton University. Echter, nadat ze faalt in een examen kan ze de tennisproef niet doen. Cate vraagt zich af of haar functie als schoolverpleegster invloedrijk genoeg is om Bridget te helpen. |             |                           |                |                                    |                                |  |
| 64 | 12          | "A Very C.J. Christmas"   | James Widdoes  | Kathy Ann Stumpe                   | 17 december 2004               |  |
| C.J. beslist op het laatste moment om Kerstmis te vieren in Las Vegas. Echter, zijn familieleden hadden heel wat tijd en moeite gestoken om het familiekerstfeest in het teken van C.J. te plaatsen. |             |                           |                |                                    |                                |  |
| 65 | 13          | "The Sub"                 | James Widdoes  | Steve Baldikoski & Bryan Behar     | 7 januari 2005                 |  |
| Directeur Gibb neemt C.J. aan als vervangleraar. Nadat C.J. Rory betrapt op examenvervalsing kan hij niet beslissen of hij dat al dan niet moet melden. |             |                           |                |                                    |                                |  |
| 66 | 14          | "C.J.'s Temptation"       | James Widdoes  | Steve Baldikoski & Bryan Behar     | 7 januari 2005                 |  |
| Cate betrapt zichzelf dat ze jaloers is op Cheryl, de nieuwe vriendin van directeur Gibb. C.J. geeft Cheryl les, maar daardoor wordt zij verliefd op hem. Rory wordt tijdens het masturberen in volle actie betrapt. |             |                           |                |                                    |                                |  |
| 67 | 15          | "Old Flame"               | James Widdoes  | John Peaslee & Judd Pillot         | 14 januari 2005                |  |
| Cate neemt contact op met haar ex-vriend Matt toen ze beiden nog op de hogeschool zaten. Verder is ze het beu dat ze alle eisen van de rest van haar familie moet inwilligen, dus sluit ze zich op in haar slaapkamer. Plots staat Matt aan de voordeur en vraagt haar of ze haar nog eens wil uitleven zoals toen ze jong was. Gastopreden van Ed O'Neill |             |                           |                |                                    |                                |  |
| 68 | 16          | "Closure"                 | James Widdoes  | Seth Kurland                       | 21 januari 2005                |  |
| C.J. en Cate lezen de e-mails tussen Kerry en Bruno. Bruno is de jongen die Kerry zou hebben ontmaagd in Europa. Rory gaat op stap met Riley. |             |                           |                |                                    |                                |  |
| 69 | 17          | "Volleybrawl"             | Barnet Kellman | Hayes Jackson                      | 28 januari 2005                |  |
| C.J. wordt verliefd op de volleybalcoach van Kerry's team. Bridget is over haar toeren wanneer ze verneemt dat een van haar exen nu het vriendje is van een van haar beste vriendinnen. |             |                           |                |                                    |                                |  |
| 70 | 18          | "Freaky Friday"           | James Widdoes  | W. Bruce Cameron                   | 4 februari 2005                |  |
| Cate kijkt naar de film Freaky Friday en heeft daarop een droom waarbij iedereen in een ander lichaam zit. Bridget zit in het lichaam van Cate, C.J. met Jim en Rory met de hamster. Enkel Kerry zit in haar eigen lichaam. Jim in C.J.'s lichaam moet in een examen slagen voor zijn promotie, C.J. in Jims lichaam moet aan een klas lessen geven over de oorlog. Bridget, in Cates lichaam, moet als verpleegster een test doen. Cate in Bridgets lichaam gaat naar het schoolbal met een oen.                                                         |             |                           |                |                                    |                                |  |
| 71 | 19          | "Torn Between Two Lovers" | James Widdoes  | John Peaslee & Judd Pillot         | 11 februari 2005               |  |
| C.J. heeft een dubbele afspraak. Hij heeft afgesproken met Cheryl en met juffrouw Krupp. Bridget heeft hoge verwachtingen over de verkiezingen op het Valentijnsbal. Ze verwacht gekroond te worden tot "koningin-van-het-bal". Ze is ontzet wanneer ze verneemt dat Cheryl ook een van de mogelijke winnaressen is. |             |                           |                |                                    |                                |  |
| 72 | 20          | "C.J.'s Real Dad"         | James Widdoes  | Rob Hanning                        | February 18, 2005 (2005-02-18) |  |
| C.J. krijgt een voltijdse baan als leraar aangeboden, maar dan duikt zijn biologische vader op die met hem een boek wil schrijven over hoe ze elkaar na al die jaren hebben teruggevonden. Bridget wint een MP3-speler. |             |                           |                |                                    |                                |  |
| 73 | 21          | "The After Party"         | Patricia Doak  | Grant Nieporte & Robert Spina      | March 4, 2005 (2005-03-04)     |  |
| Het schoolbal is in aantocht. Bridget wil een afterparty organiseren in het hotel. Cate wil dit niet, maar laat wel toe dat zulke fuif in haar huis kan doorgaan. Dat wordt een fiasco. Nadat Bridget voor de schoolkrant een artikel schrijft over holebikoppels op het schoolbal, wordt ze benaderd door Monica. Omwille van dat artikel denken nu veel scholieren dat Kerry lesbisch is. Rory gaat ook met een meisje naar het schoolbal, maar het wordt snel duidelijk dat zij ook lesbisch is. Gastoptreden van Vanessa Lengies en Leighton Meester. |             |                           |                |                                    |                                |  |
| 74 | 22          | "The Teachers' Lounge"    | James Widdoes  | Paul Ciancarelli & David Dipietro  | April 1, 2005 (2005-04-01)     |  |
| C.J. neemt de job als fulltime leraar aan. Al snel wordt hij in het leraarslokaal gepest door meneer Edwards, dus schakelt Cate hulp in. Kerry en Bridget geven Rory een restyling. |             |                           |                |                                    |                                |  |
| 75 | 23          | "The Sleepover"           | James Widdoes  | John Peaslee & Judd Pillot         | April 8, 2005 (2005-04-08)     |  |
| Wanneer schoolhoofd Gibb en Cate tezamen in de zetel in slaap vallen, denkt de rest van de familie dat zij een relatie hebben. Bridget, Kerry, Rory en C.J. moeten qualitytime doorbrengen met Jim en gaan met hem ijsvissen. Echter, Jim wil liever alleen zijn en moet de hele dag dan ook doen alsof hij de familie-uitstap leuk vindt. |             |                           |                |                                    |                                |  |
| 76 | 24          | "Ditch Day"               | James Widdoes  | Jeremiah Leibowitz                 | April 15, 2005 (2005-04-15)    |  |
| C.J. ontdekt dat Cate en schooldirecteur Gibb werkelijk een relatie hebben en verspreidt dit gerucht. Uit wraak kan Cate Gibb overtuigen om C.J. in te schakelen als opziener van gestrafte leerlingen en dit op slotjesdag. Bridget, die zelf straf heeft, overtuigt Kerry en Rory om de schoolmascotte te stelen. |             |                           |                |                                    |                                |  |